# Санта Мария Маджоре
 Тази статия е за базиликата в Рим.  За селото в Северна Италия вижте Санта Мария Маджоре (Италия).  
Базиликата „Санта Мария Маджоре“ (на италиански: Basilica di Santa Maria Maggiore, пълно име Basilica Papale di Santa Maria Maggiore) е католическа църква в Рим, Италия.
Тя е една от четирите велики базилики в Рим, една от дванадесетте папски базилики в целия свят, непосредствено подчинени на римския папа, и една от седемте поклоннически църкви в Рим. Това е най-голямата църква в Рим, посветена на Дева Мария, откъдето идва и името ú, което в превод означава „Пресвета Богородица“.
През 1980 г. като част от историческия център на Рим и владенията на Ватикана, базиликата е обявена за част от световното културно наследство под закрилата на ЮНЕСКО.

## История
Построяването на базиликата се свързва с интересна легенда. През една от летните нощи на 352 г. папа Либерий имал видение – насън му се явила Богородица и му казала да построи църква на мястото, където на следващия ден падне сняг. На следващия ден, 5 август 352 г., над хълма Есквилин, там, където сега стои базиликата, където се намира сега храма неочаквано завалял сняг и папа Либерий начертал в снега кръг, и така очертал периметъра на бъдещата базилика.
„Санта Мария Маджоре“ е завършена изцяло през 432 – 440 г. по времето на папа Сикст III в навечерието на Ефеския събор. В този си вид тя просъществува до XIII век, като по-късно при папа Евгений III е издигнат портик, пред главния вход на храма. В края на XIII век по време на понтификата на папа Николай IV църквата претърпява още обновления, а през XVIII век при Климент Х базиликата придобива онази фасада и външен вид, с които е известна и до наши дни. Архитект на последния проект по оформлението на „Санта Мария Маджоре“ е Фердинандо Фуга.
В „Санта Мария Маджоре“ папа Адриан II през 867 г. тържествено освещава българската глаголическа азбука и богослужебните книги на славянобългарски език, който е обявен за литургичен и по нареждане на Папата се използва в римските базилики при тържествени богослужения. В базиликата се намира паметна плоча на Св. св. Кирил и Методий.

## Интериор
„Санта Мария Маджоре“ е трикорабна базилика, с три широки нефа, разделени от 40 масивни йонийски колони.
Сред основните забележителности на базиликата са трите капели. Разположената вдясно Сикстинска капела е построена по поръчка на папа Сикст V от Доменико Фонтана (да не се бърка със Сикстинската капела във Ватикана). Капелата увенчава купола и се отличава с голямо богатство на декора. Тук са погребани папите Сикст V и Пий V. Техните великолепни надгробни паметници са украсени с барелефи. Излизайки от тази капела, към левия неф, се попада в Паолинската капела, наричана още и Капела „Боргезе“, защото е построена по поръчка на папа Павел V от фамилията Боргезе. Планът на тази капела съответства на Сикстинската капела. Там са погребани папите Климент VIII и Павел V. Намиращата се от тази страна, но по-близо до изхода е капела Сфорца построена от Джакомо дела Порта, възможно по проект на Микеланджело.
Мозайката в апсидата, изработена от Якопо Торини през ХІІІ век, изобразява Богородица като византийска принцеса, коронясана от Христос. В централния кораб има и 36 мозаечни пана от V век със сцени от Стария и Новия завет.

## Галерия
- Гробницата на Пий V
- Гробницата на Пий V
- Гробницата на Павел V
- Гробницата на Климент VIII